# Johannes Dieckmann
Johannes Dieckmann, né le 19 janvier 1893 à Fischerhude et décédé le 22 février 1969 à Berlin-Est, est un journaliste et homme politique allemand.
Membre du DVP sous la République de Weimar et du LDPD sous la République démocratique allemande (RDA), député, il est président de la Chambre du peuple et vice-président du Conseil d’État.

## Biographie
Johannes Dieckmann suit des études commerciales et linguistiques.
Permanent au Parti populaire allemand (DVP) de 1919 à 1933, il est député au Landtag de Saxe de 1929 à 1933.
Après la guerre, Johannes Dieckmann est cofondateur du Parti libéral-démocrate d'Allemagne (LDPD). Membre du bureau du Comité national du Front national, il devient ministre de la Justice en Saxe.
De 1949 à 1969, il est président de la Chambre du peuple et, de 1960 à 1969, vice-président du Conseil d'État.